# Hermes (futebolista)
Hermes da Rocha Freitas Júnior (Santos, 16 de fevereiro de 1947) é um ex-futebolista brasileiro que atuava como lateral-direito.
Recebeu o apelido de "Deus da Raça" da torcida do Coritiba, clube do qual é o 4º jogador com mais jogos na história.

## Carreira
Iniciou sua carreira nas divisões amadoras do Santos Futebol Clube. Depois de um rápido empréstimo para o Cruzeiro de Porto Alegre e com a idade estourada para continuar no quadro juvenil, foi emprestado ao Coritiba em janeiro de 1970, no negócio, que envolveu também o empréstimo de Werneck e Oberdan para o time paranaense em troca do goleiro Joel Mendes. Fez sua estreia com a camisa alviverde no dia 14 de janeiro daquele ano.
Ainda em 1970, disputou a Taça de Prata pelo Atlético Paranaense.
No ano seguinte se apresentou novamente ao Coritiba, participando de uma partida histórica diante do selecionado francês, quando marcou o gol da vitória. Pelo clube, foi bicampeão paranaense nas edições de 1971 e 1972.
Em outro negócio com o Santos, voltou ao clube e Joel Mendes, Orlando, Negreiros e Oberdan chegaram ao Coritiba.
No Santos, foi Campeão Paulista de 1973 e permaneceu até o mês de agosto de 1974. Participou de 89 jogos, anotando 1 gol.
Por 400.000 cruzeiros, o Coritiba apostou novamente no jogador, que foi Campeão paranaense nas edições de 1974, 1975 e 1976 e também conquistou a Taça de Curitiba de 1976.
Em 22 de março de 1978, atuou pela Seleção do Paraná em amistoso contra a Seleção Brasileira, realizado no Estádio Couto Pereira.
Em 1978, foi negociado com o Internacional, em uma troca com o zagueiro Gardel.
No Inter, Hermes foi campeão gaúcho de 1978 e campeão brasileiro invicto de 1979.
Continuou no Colorado até 1981, quando acertou seu retorno para o Paraná para defender o Esporte Clube Pinheiros. Durante o Campeonato Paranaense, o técnico Cláudio Duarte foi afastado e Hermes foi convidado para comandar o time. Em razão da interferência dos dirigentes em seu trabalho como treinador, deixou o comando do Pinheiros.
Em 1983, voltou ao Coritiba. No total, vestiu a camisa do clube em 364 jogos, se consagrando o 4º jogador com mais jogos na história do clube e marcou dez gols, vestindo a camisa alviverde.
Em 2008, foi eleito o 45º melhor jogador do Futebol Paranaense, pelo jornal Gazeta do Povo.

## Títulos
Coritiba
- Campeonato Paranaense: 1971[11], 1972, 1974, 1975, 1976 e 1978[1][2]
- Fita Azul: 1972
- Taça de Curitiba: 1976

Santos
- Campeonato Paulista: 1973

Internacional
- Campeonato Gaúcho: 1978

- Campeonato Brasileiro: 1979